# 国鉄T14形コンテナ
国鉄T14形コンテナ（こくてつT14がたコンテナ）は、日本国有鉄道（国鉄）が1967年（昭和42年）に製造した、鉄道輸送用12 ftタンクコンテナである。

## 概要
1967年（昭和42年）度に鉱物油専用クレーン取り扱い可能タンクコンテナとして東急車輛製造にて1個が製作された。その後1970年（昭和45年）度までに40個が東急車輛製造にて追加製作された。日本国有鉄道保有タンクコンテナの中では最大個数形式である。
タンク体は、ステンレス鋼製で厚さ60 mmグラスウール断熱材で覆われておりキセ（外板）をその上に装着した。また内部には、ステンレス鋼製の蒸気加熱菅を装備した。荷役方式は、タンク上部の液入口からの上入れ、鏡板下部の液出弁を用いた下出し方式である。寸法関係は全長3,240 mm、全幅2,300 mm、全高2,350 mm、荷重5 t、自重1.5 t、容積4.4 m3である。
1985年（昭和60年）度に最後まで使用された2個が廃止され形式消滅した。その後日本貨物鉄道（JR貨物）にて復活使用され塗装も青色に変更されたが短期間の使用にとどまり1987年（昭和62年）度に再度形式消滅した。